# Kê Quan
Kê Quan (chữ Hán giản thể: 鸡冠区, âm Hán Việt: Kê Quan khu) là một quận thuộc địa cấp thị Kê Tây, tỉnh Hắc Long Giang, Cộng hòa Nhân dân Trung Hoa. Quận Kê Quan nằm ở phía đông của Kê Tây, tên gọi lấy từ Kê Quan Sơn. Quận Kê Quan có diện tích 144 km², dân số 330.000 người. Mã số bưu chính của quận Kê Quan là 158100. Quận Kê Quan được chia thành 7 nhai đạo, 2 hương.
- Nhai đạo biện sự xứ: Hướng Dương, Nam Sơn, Lập Tân, Đông Phong, Hồng Quân Lộ, Tây Kê Tây, Tây Sơn.
- Hương: Hồng Tinh và Tây Giao.